# 시블리 노마니
시블리 노마니(Shibli Nomani, 1857년 6월 3일~1914년 11월 18일)은 인도의 학자이다.
인도 근대의 우르두어 작가로 아잠가르에서 출생하여 주로 알리가르 등지에서 생활하였다. 이슬람의 역사·문학·사상에 뛰어난 저작이 많다. <알 파루크 전(傳)> <알 가자리 전> <루미 전> <예언자 전> 등 전기문학 외에 <페르시아의 시> <아니스와 다비르의 비교>를 통해 문학평론의 길을 확립하였다. 시블리 아카데미를 설립하여 정통적 이슬람 문학 연구에 공헌하였다.

## 참고 문헌
- 이 문서에는 다음커뮤니케이션(현 카카오)에서 GFDL 또는 CC-SA 라이선스로 배포한 글로벌 세계대백과사전의 내용을 기초로 작성된 글이 포함되어 있습니다.